# Xinjian (köpinghuvudort i Kina, Zhejiang Sheng, lat 28,72, long 120,02)
Xinjian (kinesiska: 新建, 新建镇) är en köpinghuvudort i Kina. Den ligger i provinsen Zhejiang, i den östra delen av landet, omkring 170 kilometer söder om provinshuvudstaden Hangzhou. Antalet invånare är 43 793. Befolkningen består av 21 731 kvinnor och 22 062 män. Barn under 15 år utgör 20,0 %, vuxna 15-64 år 64 %, och äldre över 65 år 15,0 %.
Runt Xinjian är det ganska tätbefolkat, med 230 invånare per kvadratkilometer. Närmaste större samhälle är Guli, 17,5 km norr om Xinjian. I omgivningarna runt Xinjian växer i huvudsak blandskog.
Genomsnittlig årsnederbörd är 2 368 millimeter. Den regnigaste månaden är juni, med i genomsnitt 417 mm nederbörd, och den torraste är januari, med 69 mm nederbörd.